# Radio Tashkent International
Radio Tashkent International (Toshkent Halqaro Radiosi en ouzbek) était une station de radio à diffusion internationale de l'Ouzbékistan qui diffusait en douze langues: anglais, allemand, ouzbek, ouïghour, chinois, pushtun, hindi, turc, dari, arabe, ourdou et persan.
Active en ondes courtes puis sur Internet uniquement, elle a cessé définitivement ses activités le 31 mars 2006.